# Emigdi Subirats i Sebastià
Emigdi Subirats Sebastià (Campredó, 1967) est un auteur catalan. Professeur d’'anglais à Sitges, il est impliqué dans de nombreuses activités culturelles de sa région (Terres de l'Ebre) : la Foire Littéraire Joan Cid i Mulet à Tortosa, le concours cinématographique Curt Redó à Campredó, le programme radio Lletres Ebrenques (Lettres de la Vallée de l'Èbre) sur Antena Caro Roquetes, le cours d'été de littérature catalane de l'Université de Tarragone.
Il a notamment publié avec Josep Maria Saez une biographie du poète Roc Llop i Convalia et a publié aussi les œuvres complètes de Joan Cid i Mulet (ca).

## Œuvres

### Enquête et études
- Campredó orígens i actualitat, Tortosa, Ajuntament de Tortosa, 2002.
- Història Amposta, Amposta, Ajuntament d'Amposta, 2006.
- La catalanitat exiliada, opinions de Joan Cid i Mulet, EMD Jesús, Ajuntament de Tortosa, 2007.
- Lletres de casa: antologia de poetes ebrencs al Serret blog, Vendrell, el: March, 2009.

### Romans
- Tomàs Serra, Amposta, Associació Cultural Soldevila, 2001.
- Vora l'Íber, Amposta, Associació Cultural Soldevila, 2002.
- Expedient 3295, Amposta, Associació Cultural Soldevila, 2003.
- Dies d'anhels, El Perelló, Aeditors, 2009.

### Biographies
- Joan Cid i Mulet, testimoni catalanista d'una ciutat i d'un temps, Tortosa, Consell Comarcal del Baix Ebre, 2007.
- Emili Bonet, escultor, pintor... poeta, Amposta, Institut d'Estudis del Montsià, 2007.
- Roc Llop i Convalia, l'exili d'un poeta miravetà, Móra d'Ebre, Centre d'Estudis Ribera d'Ebre, 2008.

### Traduction
- Thomas de Quincey, L’assassinat considerat com una de les Belles Arts, El Perelló, Aeditors, 2008.
- Oscar Wilde, L'ànima de l'home sota el socialisme i altres escrits sobre estètica, El Perelló, Aeditors, 2009.
- Vicent Pellicer,Terres de l'Ebre, vida i colors, Valls, Cossetània, 2010.

## Prix littéraires
- Prix La Nostra Gent, 2002 pour Emili Bonet, escultor, pintor... poeta[1]
- Prix Enric Bayerri, 2004 pour Joan Cid i Mulet, testimoni catalanista d'una ciutat i d'un temps
- Prix Enric Bayerri, 2005 pour La Renaixença del català literari vora l'Ebre (1878-1938)
- Prix Artur Bladé i Desumvila, 2007 pour Roc Llop i Convalia